# Ploidie
Ploidie je počet kompletních sad chromozomů v živé buňce. Ploidie je u různých organismů odlišná. Většina lidských tělních buněk je diploidních (tzn. má 2 sady chromozomů, 23 od otce a 23 od matky). Lidské pohlavní buňky jsou ale haploidní (jen jedna sada chromozomů, celkem 23). Tetraploidie (tzn. 4 sady chromozomů) je jedním z druhů polyploidie a je běžná u rostlin a občas také u obojživelníků, plazů a hmyzu.

## Používané termíny
- Monoploidní číslo nebo též základní chromozómové číslo (x) udává počet chromozomů v jedné sadě. U člověka platí x = 23.
- Euploidie znamená, že se v dané buňce nachází celočíselný násobek monoploidního čísla. Lidské tělní buňky jsou euploidní, protože obsahují zpravidla 46 chromozomů (tedy 2 × 23). Stejně tak lidská buňka s 69 chromozomy by byla považována za euploidní (triploidní – 3 × 23).[p 1]
- Aneuploidie je opakem euploidie. Znamená, že v jádře chybí nebo přebývá chromozom (zpravidla 1), což může způsobit vážné poruchy (Downův syndrom atp.). Podle počtu kopií chromozomu se používají pojmy trisomie (1 chromozom navíc) nebo monosomie (o 1 chromozom méně).

## Haploidie
Haploidie (n) se užívá v souvislosti s generací nebo životní fází organismu. Haploidní buňka vzniká redukčním dělením buňky diploidní. Haploidními jsou buňky pohlavní. U řady organismů (např. primitivnějších rostlin) existuje životní cyklus střídající generaci haploidní a diploidní v podobě samostatných jedinců.
Rostliny střídají haploidii a diploidii v procesu rodozměny. U vyšších rostlin je haploid (gametofyt) postupně redukován a je závislý na sporofytu (nežije už samostatně a je sporofytem nesen a vyživován). U živočichů už je haploidní fáze redukována prakticky jen na pohlavní buňky (existují zde ovšem výjimky, např. samečci některých blanokřídlých (včel, vos, mravenců), jsou haploidní celí). Haploidní životní cyklus se rovněž vyskytuje u některých skupin hub a řas.

### Monoploidie
Někdy se rozlišuje ještě monoploidie (popř. monoploidní číslo), která označuje počet chromozomů v jedné kompletní sadě. U člověka je haploidní číslo (n) rovno monoploidnímu číslu (x), tedy platí n = x = 23. U některých rostlin to však neplatí.
Vhodné je upozornit na to, že např. pohlavní buňky tetraploidních organismů nejsou z hlediska počtu chromozómových sad monoploidní, ale diploidní (n = 2x).

## Diploidie
Diploidie (2n) souvisí s generací nebo životní fází organismů. Souvisí se střídáním haploidní (n) a diploidní (2n) generace (fáze) v rámci rodozměny organismů. Diploidní buňka má dvojnásobný počet chromozómových sad než buňka haploidní. Diploidní je zpravidla většina tělních (tzn. vyjma pohlavních) buněk vyšších organismů. Jako diploidní se ale zároveň může označovat také buňka, která obsahuje právě dvě sady chromozómů. U člověka tedy tělní buňky jsou diploidní a platí tedy 2n = 2x.

## Polyploidie
Polyploidie je stav, kdy všechny (resp. naprostá většina) tělní buňky mají více než dvě sady chromozómů. Polyploidie se podle počtu chromozomových sad označuje většinou například jako triploidie (2n = 3x), tetraploidie (2n = 4x), hexaploidie (2n = 6x), oktoploidie (2n = 8x), dekaploidie (2n = 10x) a podobně. Polyploidie je běžná u rostlin (může dokonce způsobovat větší výnosy), ale vzácná u živočichů (polyploidie je pro ně zpravidla neslučitelná se životem, někdy je však evolučně významná).